# Colleen Pearce
Colleen Pearce (* 20. Dezember 1961) ist eine ehemalige australische Hockeyspielerin, die mit der australischen Hockeynationalmannschaft 1983 Weltmeisterschaftsdritte war.

## Sportliche Karriere
Die Tochter von Eric Pearce verlor mit der australischen Mannschaft bei der Weltmeisterschaft 1983 in Kuala Lumpur im Halbfinale gegen die Kanadierinnen im Siebenmeterschießen. Das Spiel um den dritten Platz gewannen die Australierinnen mit 3:1 gegen die deutsche Mannschaft.
1984 nahmen sechs Mannschaften an den Olympischen Spielen in Los Angeles teil, die alle gegeneinander antraten. Am Ende lagen die Mannschaften aus den Vereinigten Staaten und die Australierinnen gleichauf, weshalb ein Siebenmeterschießen über die Bronzemedaille entschied. Dieses gewannen die Amerikanerinnen mit 10:5, wobei Colleen Pearce nur mit ihrem ersten Versuch erfolgreich war, ihr zweiter Versuch ergab keinen Treffer.